# Dermophiidae
Famille
Synonymes
- Dermophiinae Taylor, 1969
- Geotrypetoidae Lescure, Renous & Gasc, 1986
- Gymnopiilae Lescure, Renous & Gasc, 1986

Les Dermophiidae sont une famille de gymnophiones. Elle a été créée par Edward Harrison Taylor en 1969.

## Répartition
Les espèces de cette famille se rencontrent en Amérique et en Afrique tropicales.

## Liste des genres
Selon Amphibian Species of the World (10 février 2014) :
- Dermophis Peters, 1880
- Geotrypetes Peters, 1880
- Gymnopis Peters, 1874
- Schistometopum Parker, 1941

et le genre fossile :
- †Apodops Estes & Wake, 1972

## Taxinomie
Considérée par le passé comme synonyme des Caeciliidae, cette famille a été rétablie par Wilkinson, San Mauro, Sherratt et Gower en 2011.

## Publication originale
- Taylor, 1969 : Miscellaneous notes and descriptions of new forms of caecilians. University of Kansas Science Bulletin, vol. 48, no 9, p. 281-296 (texte intégral).